# Faro de Messina

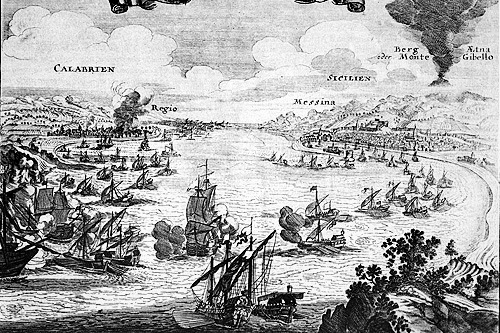
Estrecho de Mesina,.

Faro de Mesina era la denominación que antiguamente se le atribuía al brazo de mar que se sitúa entre Sicilia y Calabria y que en la cartografía actual se indica como estrecho de Mesina.
El faro de Mesina constituía originalmente un topónimo de contenido exclusivamente geográfico.
Posteriormente y debido a importantes sucesos históricos, asume un significado prominentemente geopolítico, que se mantiene desde el siglo XIV hasta la unidad de Italia.

## Hechos históricos
Los hechos históricos asociados al topónimo “Faro de Mesina”, tienen su inicio el 27 de julio de 1139, cuando el Papa Inocencio II legitima el nacimiento del Reino de Sicilia mediante la elevatio in regem de Rogelio II de Sicilia, investidura otorgada en 1130 por el antipapa, Anacleto II.
El territorio confiado por el Papa al nuevo Reino de Sicilia, no solo comprendía la isla propiamente dicha, sino toda la Italia meridional peninsular, hasta los confines del estado de la iglesia, constituido por la ciudad de Gaeta y Abruzzo, hasta el río Tronto.
El Faro de Mesina, siendo un trozo de mar entre dos territorios pertenecientes al mismo estado, se le infringe una connotación geográfica que ha de mantener durante todo el período normando y Hohenstaufen, hasta la dominación de la Corona de Anjou, cuándo Carlos I de Anjou, es llamado por el Papa Clemente IV para liberar a Italia meridional de los últimos Germanos, entonces este transfiere la capital de Palermo a Nápoles.
En 1282 los sicilianos se rebelan contra el régimen vejatorio de Carlos I y ofrecen la corona de Sicilia a Pedro III, consorte de Costanza de Hohenstaufen, hija de Manfredo, último rey Suabo.
Esta revuelta , que pasó a la historia con el nombre de “Vísperas sicilianas”, da inicio a un largo conflicto entre franceses y aragoneses que duraría noventa años.
Los franceses de hecho, perseguidos en Italia meridional peninsular, que habían sido investidos por el papa, reivindicaban la posesión de Sicilia como parte de su reino. Los aragoneses recluidos en la isla, reivindicaban a su vez la posesión de Italia meridional peninsular, por derecho dinástico por parte de Costanza de Hohenstaufen.
El largo y sangriento conflicto debido a las reivindicaciones recíprocas, concluye con el acuerdo de Catania el 29 de agosto de 1372, refrendado por Juana I de Nápoles y Federico IV de Aragón, con la mediación del Papa Gregorio XI. Este acuerdo preveía el reconocimiento recíproco de cada una de las dinastías, los territorios reivindicados por la otra y con derecho hereditario; y Federico IV debe renunciar al título de Rey de Sicilia, pero confirmado como Rey de Tricania.
En otros términos: el título de Rey de Sicilia, como había sido creado por Anacleto II y luego por Inocencio II, quedaría en manos francesas, pero únicamente sobre Italia meridional peninsular con capital en Nápoles. A partir de este momento es posible comenzar a registrar las “dos Sicilias”, para indicar la división del único Reino de Sicilia, en dos tronos totalmente separados, por dinastía y jurisdicción.
Después de los acuerdos de Catania, es decir, después del año 1372, el Faro de Mesina dejó de ser una porción de mar ubicada en el interior del Reino de Sicilia, y se transformó en una zona de referencia geopolítica; sobre todo para los soberanos franceses, estableciéndose no solo, en la terminología corriente, sino también en documentos oficiales del reino.
Los franceses, de hecho, no obstante los acuerdos firmados en Catania en 1372, no cesaron nunca de reivindicar como propios los derechos sobre la isla, por lo que aún renombrando sus posesiones en Italia meridional, llamándola Reino de Nápoles, teniendo la necesidad de poner siempre en evidencia su reivindicación, tanto en el uso corriente como en los actos oficiales del reino; esto los lleva a adoptar una terminología doble para indicar su territorio, tomando como referencia propia el Faro de Mesina; que en realidad mientras para los franceses constituía una referencia geográfica, para los aragoneses, en cambio era una zona de frontera.
La terminología más utilizada, fue entonces “Reino de Nápoles”, también llamado “Reino de Sicilia hacia aquí del faro”, y para los monarcas napolitanos, la isla de sicilia se denominaba ”Reino de Sicilia más allá del faro”.
A diferencia de los franceses los aragoneses, nunca utilizaron ”Reino de Sicilia más allá del faro” haciendo connotación de su reino, se debería a dos razones: la primera es porque ellos residían en la isla homónima, por lo tanto no tenían la necesidad; la segunda es porque en caso contrario habrían legitimado automáticamente los derechos de los franceses sobre la isla.
Esta terminología permanecería vigente hasta la unidad de Italia, salvo el breve paréntesis de decenio en el final del XV y el inicio del siglo XVI, en el cual los franceses de Carlos VIII y antes de Luis XII permanecieron en el Reino de Nápoles hasta ser echados por Fernando el católico.
De hecho, después de este período visceral, cuando los Borbones devienen reyes de las dos Sicilias, y no siendo necesario la distinción entre cada una de ellas, continuarían denominándose “Reales dominios hacia aquí del Faro” y “Reales dominios más allá del Faro”, para mencionar a los Reinos de Nápoles y de Sicilia; incluso esta terminología se seguirá utilizando incluso después del Congreso de Viena donde se decreta en el año 1815, la reunificación de los dos tronos, y los Borbones devienen Reyes del Reino de las Dos Sicilias.
Una vez que se reunifica Italia, la locución Faro de Mesina, es completamente abandonada; y la manga de mar que separa la costa de Calabria de la Siciliana, fue definitivamente llamado estrecho de Mesina.

## Documentos
Es de destacar que algunos autores, pilares de la historia moderna, dan una indicación “opuesta” respecto a la localización de las dos zonas geográficas “más aquí” y “más allá” del Faro. No obstante, ello no suscita dudas sobre el hecho de que la locución “Reino de Sicilia de aquí del Faro” sirva para indicar la Italia meridional peninsular, en referencia al Reino de Nápoles y no lo opuesto.
Como prueba de esto, he aquí algunos extractos de documentos históricos con contenido indiscutible.

### Siglo XVI
El primer documento forma parte del texto de Giovanni Antonio Summonte “Breve tratado de la Isla de Sicilia y sus reyes, porque el Reino de Nápoles fue llamado Sicilia”; editado en las segunda mitad del siglo XIV, reinando Felipe II de Augsburgo, donde se lee textualmente:
""Papa Clemente IV, que invistió y coronó a Carlos de Anjou soberano de estos dos reinos, llamó a esta isla y el reino de Nápoles con un solo nombre, como se puede ver en la Bula, donde dice Carlos de Anjou Rey de Ambas Dos Sicilias, del mismo nombre, reinando otros 7 reyes antes de que Carlos los sucediera, que solo del Reino de Nápoles y no de Sicilia fueron primeros mandatarios y “llamaron al Reino de Nápoles Sicilia más aquí del Faro””.
“El rey Alfonso, Rey de la Isla de Sicilia sucediendo a Fernando (su padre), que habiendo ganado con gran esfuerzo y fuerza de armas, el Reino de Nápoles en manos de Renato, se llamó Rey de las Dos Sicilias, para no contravenir la autoridad de los Pontífices” A Alfonso le sucedieron posteriormente 4 reyes, los cuales fueron solo del Reino de Nápoles y se llamaron como los anteriores Rey de Sicilia de aquí.
“Pero Fernando el Católico, Juana su hija, Carlos V emperador y Felipe nuestro rey y señor, los cuales han amado los dominios de ambos reinos, se han llanado Reyes de las dos Sicilias la de aquí y más allá. La verdad es que los nombres provienen de los Pontífices romanos, que comenzaron a insinuar que el Reino de Nápoles se llamara Sicilia””

### Siglo XVII
El segundo documento, es reproducción de las imágenes del costado:
Estas imágenes fueron extraídas del texto de Enrique Bacco – ""Nueva descripción del Reino de Nápoles, dividido en doce provincias”” – editado en 1629, reinando Felipe IV de Habsburgo, sobre el primer renglón de la primera página se lee:
""El Nobilísimo y delicioso"" Reino de Nápoles"", que de la Gran ciudad de Nápoles toma el nombre; llamado ahora de Sicilia de aquí del Faro”; está rodeado por tres mares, ... 
El texto rico en descripciones, sobre el Reino de Nápoles y (en su época) doce provincias, es extremadamente exhaustivo en los detalles, para cada una de las ciudades, familias, caseríos, historias locales, arquidiócesis, y obispados.
Después de que el autor pusiera como principio de justamente la precisión según la cual, en la época en que se escribiera el texto, el reino de Nápoles coincidía con el de Sicilia más aquí del Faro, se puede asegurar que tal circunstancia tuviera una notable valoración histórica y política, más que simplemente geográfica.

### Siglo XVIII

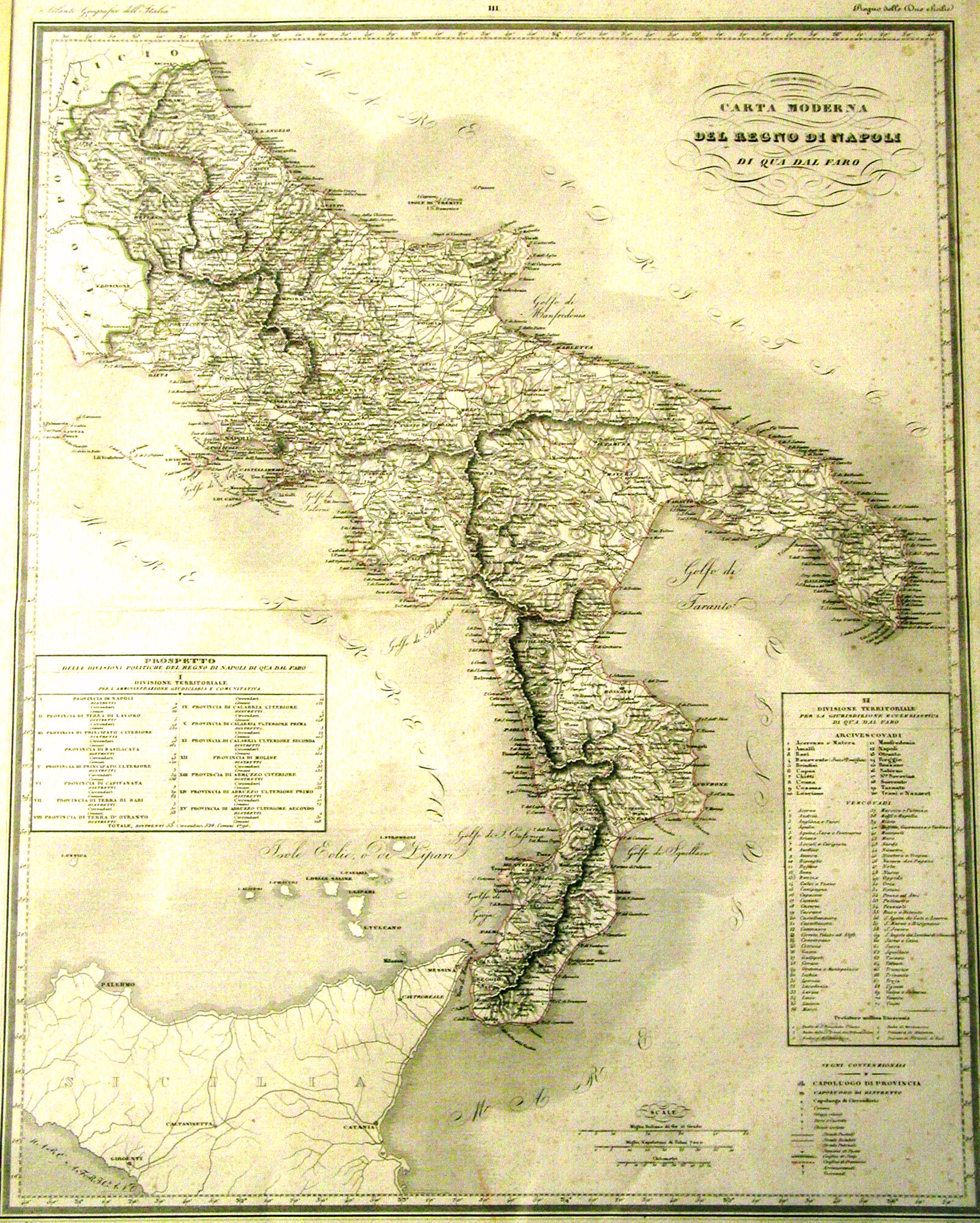
El Reino de Nápoles en la época borbónica.

El tercer documento lo constituye una publicación editada en el período borbónico, (1740-1744), reproducida en las imágenes de la derecha.
Este mapa se titula ““Mapa moderno del Reino de Nápoles”-“de aquí del Faro””, nombrando las 15 provincias.

También la cartografía se puede observar que el Reino de Nápoles, se identificaba como “de aquí del faro”.

### Siglo XIX

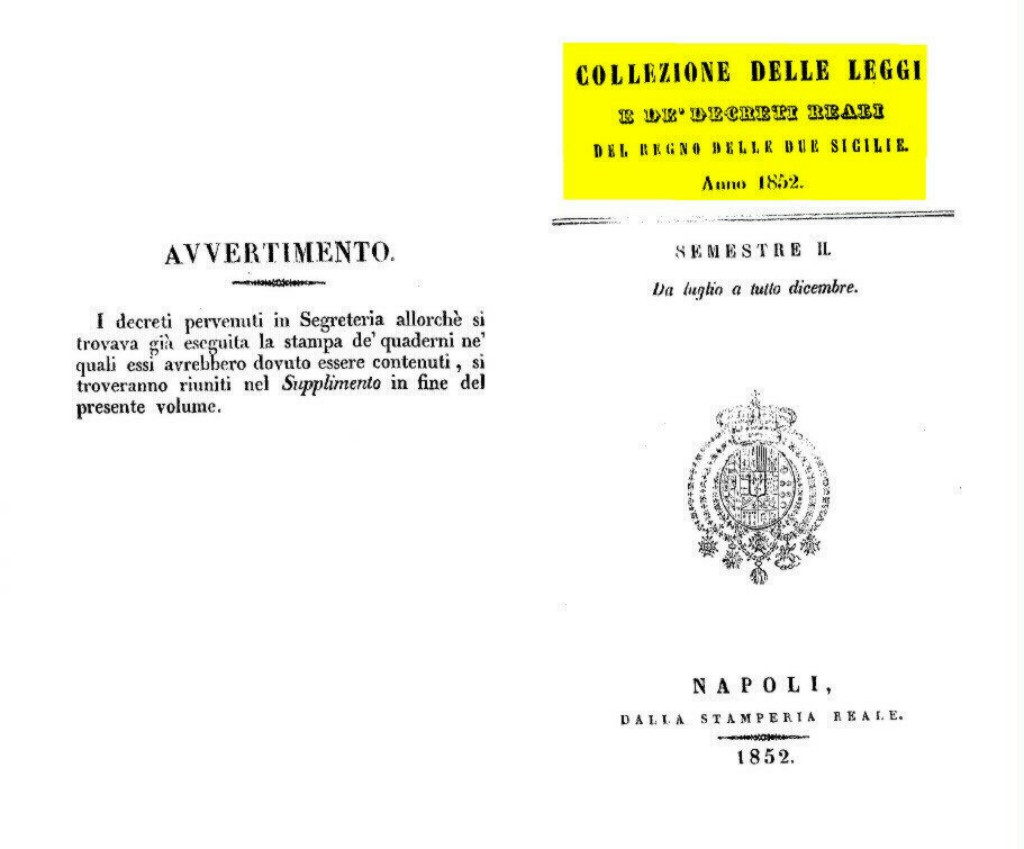
Frontespizio.

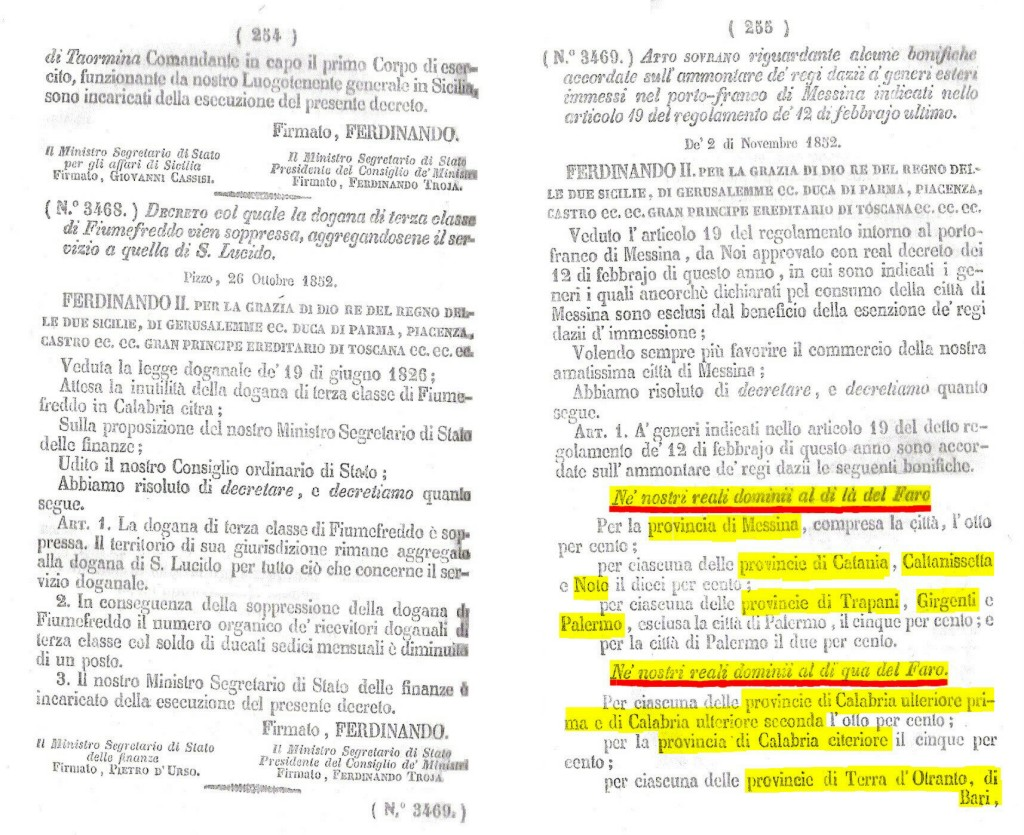
Pagine 254-255.

La última documentación proviene de extractos del volumen: “Colección de leyes y de decretos del Reino de las Dos Sicilias – Año 1852- II semestre”.
Se tarta de disposiciones administrativas y fiscales emanadas por el gobierno borbónico, tanto para Italia meridional, para Sicilia, como para el Faro de Mesina. Tal discriminación territorial, todavía utilizada no obstante la reunificación de los dos reinos, mediante el Congreso de Viena de 1815, no tenía razón de ser dado que el Faro de Mesina volvía a ubicarse en el interior del reino unificado.

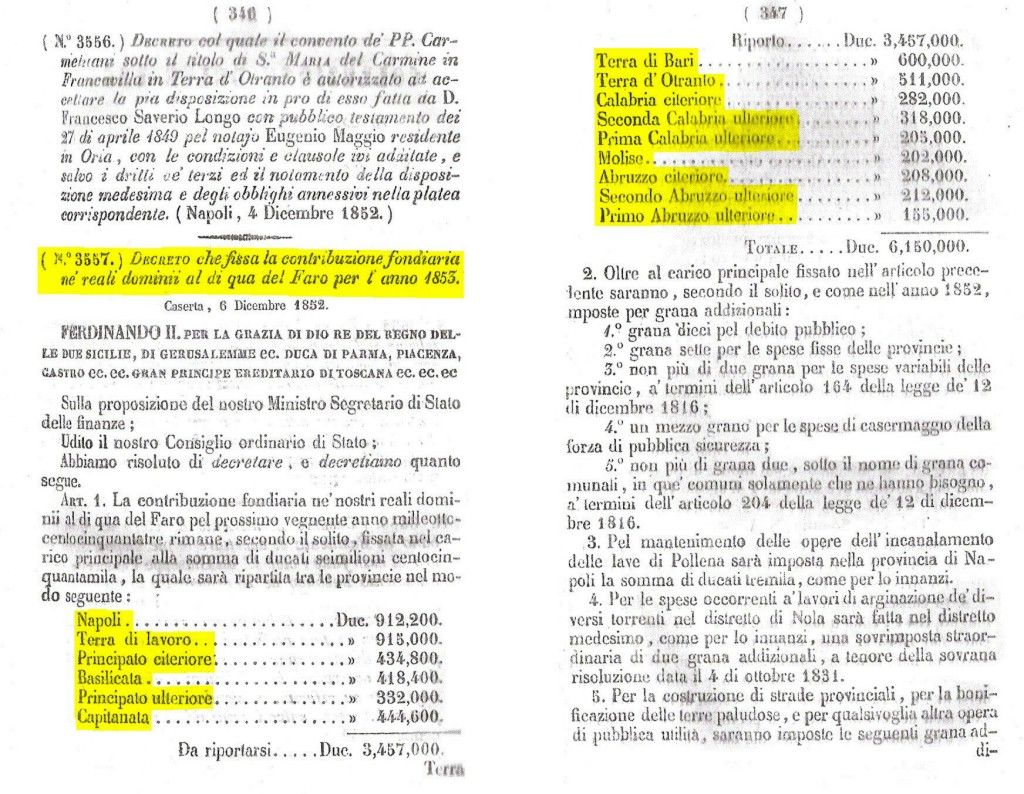
Pagine 346-347.

En las páginas 346 e 347, se reporta un decreto real que establece: "La contribución con fondos en nuestros “dominios reales más aquí del faro” para el próximo venidero año mil ochocientos cincuenta y cuatro” (...), comprendiendo los registros relativos a las provincias, o bien: Napoli, Terra di Lavoro, Basilicata, Principato citeriore, Principato ulteriore, Capitanata, Terra di Bari, Terra d'Otranto, Calabria citeriore, Calabria ulteriore prima, Calabria ulteriore seconda, Molise, Abruzzo citeriore, Abruzzo ulteriore primo, Abruzzo ulteriore secondo. 